# Tullandet, Kyrkslätt
Tullandet är en ö i Finland. Den ligger i kommunen Kyrkslätt i den ekonomiska regionen  Helsingfors ekonomiska region  och landskapet Nyland, i den södra delen av landet, 40 km sydväst om huvudstaden Helsingfors.
Tullandet har växt samman med Mjölandet i nordväst. Tidigare skiljdes öarna åt av sundet Långviken, men landhöjningen har torrlagt sundet på två ställen. Mellan dessa landbryggor har sjön Gloen bildats. Tullandet var vägförbindelse via Mjölandet till Porkala udd.
På Tullandet finns en sjöbevakningsstation på den sydöstra udden. Genom Tullsundet mellan Tullandet och Kyrkogårdsön, Kyrkslätt går en farled in till Dragesviken i Porkala och vidare mot Esbo.